# Oligosita insularis
Oligosita insularis är en stekelart som beskrevs av Girault 1912. Oligosita insularis ingår i släktet Oligosita och familjen hårstrimsteklar. Inga underarter finns listade i Catalogue of Life.